# Anthony Mathenge
Anthony Mathenge (ur. 23 października 1978) – kenijski piłkarz grający na pozycji obrońcy lub pomocnika.

## Kariera klubowa
Od początku kariery Mathenge jest związany z jednym klubem, Thika United z miasta Thika. W jego barwach zadebiutował w 1998 roku w kenijskiej Premier League. Wraz z Thiką United nie osiągnął większych sukcesów w karierze.

## Kariera reprezentacyjna
W reprezentacji Kenii Mathenge zadebiutował w 2002 roku. W 2004 roku został powołany do kadry na Puchar Narodów Afryki 2004. Tam był rezerwowym i nie rozegrał żadnego spotkania. Od 2002 do 2009 roku rozegrał w kadrze narodowej 24 mecze i strzelił 2 gole.